# Ortografía
La ortografía (del latín orthographia y del griego ὀρθογραφία orthographía 'escritura correcta') es el conjunto de reglas y convenciones que rigen el sistema de escritura habitual establecido para una lengua estándar.
La ortografía frecuentemente ha protagonizado debates; la reforma de la ortografía alemana de 1996 llevó a un amplio debate, y finalmente no fue aplicada ni en Austria ni en Suiza. Igualmente la propuesta de reforma ortográfica del francés de 1988 fue ampliamente contestada entre 1988 y 1991, llegando algunos periódicos a boicotear la reforma.

## Ortografía de diversas lenguas

### Ortografía del español
La actual ortografía española empieza a codificarse desde el siglo XVIII, con el establecimiento en 1727 de las primeras normas ortográficas por parte de la Real Academia Española al poco tiempo de su fundación. Hasta ese momento las vacilaciones en las grafías eran constantes: unos optan por soluciones fonémicas, tratando de adecuar su escritura a la pronunciación oral, y otros se decantaban por criterios etimologizantes, manteniendo grafías que carecían de correspondencia en la pronunciación del español de la época. El resultado era una falta de unidad que dificultaba la comprensión.
Actualmente las 23 academias del español mantienen acuerdos que garantizan la unidad ortográfica. De este modo, la edición de la Ortografía de la lengua española (1999) fue la primera en elaborarse con la colaboración consensuada de todas las academias de América y de Filipinas.
Fuentes frecuentes de problemas en el uso de la ortografía son las grafías que presentan igual sonido, como b/v (betacismo), c/s/z (seseo y ceceo), g/j y ll/y (yeísmo). Otros aspectos problemáticos son la utilización correcta de los signos de puntuación y la acentuación gráfica (tildación). La ortografía del español utiliza una variante modificada del alfabeto latino que consta de los 27 símbolos A, B, C, D, E, F, G, H, I, J, K, L, M, N, Ñ, O, P, Q, R, S, T, U, V, W, X, Y, Z.  Asimismo, se emplean también cinco dígrafos para representar otros tantos fonemas: ch, ll, rr, gu y qu; estos dos últimos se consideran variantes posicionales para los fonemas /g/ y /k/. Los dígrafos ch y ll tienen valores fonéticos específicos, por lo que en la Ortografía de la lengua española de 1754 se les comenzó a considerar como letras del alfabeto español y a partir de la publicación de la cuarta edición del Diccionario de la lengua española en 1803 se ordenaron separadamente de c y l. En el X Congreso de la Asociación de Academias de la Lengua Española celebrado en Madrid en 1994, y por recomendación de varios organismos, se acordó reordenar los  dígrafos ch y ll en el lugar que el alfabeto latino universal les asigna, aunque todavía seguían formando parte del abecedario. Con la publicación de la Ortografía de la lengua española de 2010, ambas dejaron de considerarse letras del abecedario. Las vocales (A, E, I, O, U) aceptan, además, el acento agudo para indicar la sílaba acentuada y la diéresis o crema modifica a la u en las sílabas gue y gui para indicar su sonoridad: güe, güi.
Desarrollada en varias etapas a partir del período alfonsino, la ortografía se estandarizó definitivamente bajo la guía de la Real Academia Española y ha sufrido escasas modificaciones desde la publicación de la Ortografía de la lengua castellana de 1854. Las sucesivas decisiones han aplicado criterios a veces fonológicos y a veces etimológicos y han dado lugar a un sistema híbrido y fuertemente convencional. Si bien la correspondencia entre grafía y lenguaje hablado es predecible a partir de la escritura (es decir, un hablante competente es capaz de determinar inequívocamente la pronunciación estimada correcta para casi cualquier texto), no sucede así a la inversa, pues existen numerosas letras que representan gráficamente fonemas idénticos. Los proyectos de reforma de la grafía en búsqueda de una correspondencia biunívoca, los primeros de los cuales datan del siglo XVII, han sido invariablemente rechazados sin explicaciones, pues ninguno de los fundamentos de la reforma ortográfica se ha refutado. Es impertinente afirmar que la divergencia de la fonología de la lengua entre sus diversos dialectos impida la elaboración de una grafía puramente fonética, debido a que se cuenta con el castellano estándar, el cual comprenden todos los hispanohablantes y es la base para una reforma ortográfica exitosa. De momento, la mayor parte de los cambios se han limitado a la simplificación de los símbolos homófonos que se conservan por razones etimológicas.

### Ortografía del portugués
La ortografía del portugués está basada en gran medida en criterios fonológicos, al igual que sucede en español y a diferencia de lo que sucede en francés o inglés, donde factores históricos condicionan la correspondencia entre fonemas y grafías. Sin embargo, debido a la extensión de la lengua y la aparición de numerosas variantes regionales y dialectales, la ortografía usualmente usada no está en relación estrictamente fonológica con la pronunciación de todas las variantes.

### Ortografía del francés
La fijación de la ortografía francesa fue consecuencia de la promoción del francés al estatus de lengua oficial bajo el reinado de Francisco I de Francia, aunque es probable que ya se hubieran reflexionado sobre las normas que eran necesarias antes de adoptar. En el siglo XVII, al crear la Academia Francesa, encargada de redactar el diccionario de referencia, la monarquía centralizadora buscó crear una especie de “ortografía estatal”. En el siglo XIX, las escuelas públicas y seculares hicieron de la ortografía estrictamente estandarizada, si no su regla principal, al menos una de las primeras.
La ortografía del francés quedó fijada a partir del siglo XI. A partir de este momento podemos constatar efectivamente una coherencia en los manuscritos en lenguas de oïl. Esta ortografía tiene las siguientes características:
- Se pronuncian las consonantes finales;
- /ɲ/ se anota como ‹ign› (gaaignier “gaigner” (ganar));
- La /s/ intervocálica a veces se anota como 's' (en lugar de 'ss');
- /k/ a veces se indica como 'k' (en lugar de 'c' o 'qu');
- el us final se abrevia como x;
- Hay pocas letras mudas y letras dobles;
- /e/ se anota como 'ez' o 'es';
- /ɛ/ se anota como 'es' o 'e' seguida de una consonante doble.[3]

A partir del siglo XIII, la ortografía francesa sufrió importantes cambios, y la lengua evolucionó del francés antiguo al francés medio Luego se aleja del sistema fonético y se vuelve más “ideográfico”. Fue en este momento cuando aparecieron la s larga, el punto sobre la i, la j.
A principios del siglo XVI, la ortografía comenzó a tener efecto en la pronunciación. Comienzan a pronunciarse consonantes inicialmente mudas, introducidas siguiendo la etimología (la b en 'subtil' por ejemplo). Bajo el liderazgo de impresores y escritores (en particular, Pierre de Ronsard), apareció una ortografía reformada, más cercana a la pronunciación: introducción de acentos, eliminación de las “letras griegas” (‹ph›, ‹th›, ‹rh›, 'y'), de 'y' con /i/, de 'ez' con /e/, de 'x' final muda, sustitución de 'en' pronunciada /ɑ̃/ por 'an'. Pero el Dictionnaire francoislatin (de 1549) de Robert Estienne marca el regreso a una ortografía antigua ('y' con /i/, 'es' con /e/ o /ɛ/, restauración de las letras griegas, eliminación de la mayoría de los acentos).
En agosto de 1539, Francisco I promulgó la Ordenanza de Villers-Cotterêts que sustituyó el latín por el francés como lengua oficial de los documentos legales y administrativos. Este texto está escrito en francés con el título “Ordonnance du Roy sur le faid de Justice”. Esta decisión favorecerá la homogeneización de la ortografía sobre la base de la etimología latina. Francisco I, apodado el padre de las letras, contribuiría aún más al establecimiento de la lengua escrita francesa mediante la creación de la Imprenta Nacional, el Depósito legal y el Colegio Real (el futuro Colegio de Francia).
La segunda mitad del siglo XVII estaría, sin embargo, marcada por un cierto renacimiento de la ortografía “modernista” siguiendo el principio de que el uso determina la regla. En 1635, el cardenal Richelieu creó la Academia Francesa con el objetivo de estandarizar y perfeccionar la lengua francesa. A partir de entonces, la Academia será el lugar donde se establecerán las normas de la lengua escrita oficial pero también académica. La redacción de un Diccionario de la Academia Francesa será una oportunidad para definir una ortografía léxica que tenga en cuenta el uso, la etimología y las limitaciones fonéticas. La Academia francesa optó por utilizar en la primera edición de su Diccionario (1694) la ortografía de los secretarios judiciales, es decir una ortografía arcaica, próxima a la recomendada en el siglo anterior por Robert Estienne.
En 1718, con su segunda edición, el Diccionario introdujo sistemáticamente las letras j y v en sustitución de las letras mudas que hasta entonces permitían distinguir palabras homónimas escritas respectivamente con las letras i y u (así "apuril" pasó a ser "avril") . Además, se eliminan determinadas letras etimológicas, así como determinadas “s” mudas internas. Al mismo tiempo, aparecen otras letras mudas, a menudo para recordar la etimología latina (la g de doigt en referencia a digitus) de las palabras, a veces por otros motivos (la h introducida en huile o la l añadida en ennuyeulx no tienen nada de etimológico). En 1740, con la tercera edición, un tercio de las palabras cambiaron de ortografía y aparecieron acentos (por ejemplo, “throne, escrire, fiebvre” pasó a ser “trône, écrire, fièvre,, etc.”). En 1836, en la sexta edición del Diccionario, la Academia impuso que las terminaciones en “ois” que se pronuncian “è” se escribieran en adelante con “ais” (“français”, “j’étais ”…).
A principios del siglo XIX la ortografía del francés queda fijada y, a diferencia de otros lenguas románicas, prevalece el aspecto etimológico y no el fonético.

### Ortografía del  italiano

#### Grafemas
Para escribir palabras italianas, el italiano moderno utiliza 21 grafemas del propio alfabeto italiano más 5 grafemas adicionales definidos como "extranjeros" (con los que forma el alfabeto latino) en sus variantes minúsculas y mayúsculas.
|            | Grafemas italianos | Grafemas italianos | Grafemas italianos | Grafemas italianos | Grafemas italianos | Grafemas italianos | Grafemas italianos | Grafemas italianos | Grafemas italianos | Grafemas italianos | Grafemas italianos | Grafemas italianos | Grafemas italianos | Grafemas italianos | Grafemas italianos | Grafemas italianos | Grafemas italianos | Grafemas italianos | Grafemas italianos | Grafemas italianos | Grafemas italianos | Grafemas adicionales | Grafemas adicionales | Grafemas adicionales | Grafemas adicionales | Grafemas adicionales |
| Mayúsculas | A                  | B                  | C                  | D                  | E                  | F                  | G                  | H                  | I                  | L                  | M                  | N                  | O                  | P                  | Q                  | R                  | S                  | T                  | U                  | V                  | Z                  | J                    | K                    | W                    | X                    | Y                    |
| Minúsculas | a                  | b                  | c                  | d                  | e                  | f                  | g                  | h                  | i                  | l                  | m                  | n                  | o                  | p                  | q                  | r                  | s                  | t                  | u                  | v                  | z                  | j                    | k                    | w                    | x                    | y                    |

Los llamados grafemas extranjeros se definen como tales porque hoy se utilizan sólo para escribir extranjerismos, pero no siempre han sido ajenos a la ortografía italiana: por ejemplo, hasta el siglo XIX se usaba comúnmente la ⟨j⟩ en lugar de la ⟨i. ⟩ para indicar la /j/ intervocálica fonética: noja.
Para completar el cuadro del sistema grafémico, debemos entonces sumar las 9 unidades grafémicas superiores que lo componen a los 21 grafemas propios:
- 7 dígramas: ⟨ch⟩, ⟨ci⟩, ⟨gh⟩, ⟨gi⟩, ⟨gl⟩, ⟨gn⟩, ⟨sc⟩;
- 2 trigramas: ⟨gli⟩, ⟨sci⟩.

Estas conexiones gráficas, sin embargo, así como pueden representar dígramas y trigramas, también pueden representar secuencias de letras individuales.

#### Ortografía
- Los grupos ⟨c⟩, ⟨ch⟩, ⟨ci⟩ y ⟨g⟩, ⟨gh⟩, ⟨gi⟩ forman dos sistemas de representación complementarios y paralelos de dos fonemas consonánticos cada uno: sordo el primero, /k/ (c dura) y /tʃ/ (c suave), y la segunda sonora, /ɡ/ (g fuerte) y /dʒ/ (g suave):

Sonido sordo
⟨(c)ch⟩ -e, -i C dura /(k)k/ ⟨(g)gh⟩ -e, -i G dura /(ɡ)ɡ/
⟨(c)c⟩ -a, -o, -u ⟨(ɡ)ɡ⟩ -a, -o, -u
-[i]e, -i C suave /(t)tʃ/ -[i]e, -i G suave /(d)dʒ/
⟨(c)ci⟩ -a, -o, -u ⟨(g)gi⟩ -a, -o, -u
- esto se refiere al contexto vocal; fuera de él, ⟨c⟩ y ⟨g⟩ siempre tienen una pronunciación difícil, como se puede deducir de las conexiones consonánticas: ⟨-cr-⟩ /kr/, ⟨-cn-⟩ /kn/, ⟨-gr-⟩ / ɡr/, etc.

- Las letras ⟨e⟩ y ⟨o⟩ representan dos fonemas vocales cada uno del mismo timbre pero con diferente apertura: /e/ (cerrada) y /ɛ/ (abierta) la primera, /o/ (cerrada) y /ɔ/ ( o abierto) el segundo; ábrelos sólo en la zona tónica.
- La letra ⟨h⟩ no tiene contraparte fonética, pero se utiliza para modificar el sonido original en las conexiones ⟨ch⟩ y ⟨gh⟩ en velar, y con función distintiva en las voces en presente del verbo to have e interjecciones. .
- La letra ⟨i⟩ representa los fonemas /i/ y /j/, este último sólo en diptongos ascendentes (ia, ie, io, iu); además aparece en los dígrafos ⟨ci-⟩ y ⟨gi-⟩ y en los trigramas ⟨gli-⟩ y ⟨gli-⟩ para modificar la pronunciación, pero también por razones puramente ortográficas en algunas palabras en las conexiones: ⟨cie⟩, ⟨gie⟩, ⟨scie⟩ y ⟨gnia⟩.
- La letra ⟨m⟩ casi siempre aparece en las conexiones ⟨-mb⟩ y ⟨-mp⟩, para indicar la nasal preconsonántica (/m/) antes de bilabial, con excepción de algunas palabras compuestas, por ejemplo pan de jengibre.
- La letra ⟨q⟩ siempre va seguida de ⟨u⟩ (semiconsonántica) más otra vocal, con el valor /kw/, en las conexiones: ⟨qua⟩, ⟨que⟩, ⟨qui⟩, ⟨quo⟩; el grado intensivo se escribe ⟨-cqu-⟩ (/kkw/), y ⟨-qqu-⟩ sólo en las palabras soqquadro, beqquadro (o biqquadro) y derivadas.
- La letra ⟨s⟩ representa los fonemas /z/ (s sonora) y /s/ (s sorda), pero sólo este último puede tener el grado intenso ⟨-ss-⟩ /ss/.
- La letra ⟨u⟩ representa los fonemas /u/ y /w/, este último sólo en diptongos ascendentes (ua, ue, uo, uu), y es el único valor que puede tener en la conexión ⟨-qu-⟩ /kw /.
- La letra ⟨z⟩ representa los fonemas /dz/ (z sonora) y /ts/ (z sorda) que siempre tienen un grado intenso, /ddz/ o /tts/, en posición intervocálica aunque se escriban con la letra única ⟨z ⟩, en lugar de ⟨zz⟩.
- Las conexiones ⟨sc⟩ y ⟨sci⟩ representan el fonema /ʃ/ - siempre /ʃʃ/ en posición intervocálica - la primera antes de -e y -i, la segunda antes de las otras vocales.
- Las conexiones ⟨gl⟩ y ⟨gli⟩ representan el fonema /ʎ/ - siempre /ʎʎ/ en posición intervocálica - la primera sólo antes de -i, la segunda antes de todas las demás vocales, pero si no está precedida por n.
- La conexión ⟨gn⟩ representa el fonema /ɲ/ - siempre /ɲɲ/ en posición intervocálica - delante de todas las vocales.
- Los dobles representan los fonemas cuando se pronuncian con un grado intenso - a excepción de /ʃʃ/, /ʎʎ/, /ɲɲ/ cuyas conexiones no cambian y /ddz/ y /tts/ que también pueden representarse con una letra única ⟨ z⟩, con las mismas restricciones que se aplican a las letras tontas. Sin embargo, nunca se pueden encontrar al principio de una palabra, ni al final, sino sólo en el medio, casi todos en posición intervocálica o entre vocal y líquida (-l- o -r-).

Algunas conexiones gráficas ya vistas representan una doble posibilidad de lectura:
- ⟨ci⟩, ⟨gi⟩ y ⟨sci⟩ pueden representar tanto los fonemas simples /tʃ/, /dʒ/ y /ʃ/, como también los articulados /tʃi/, /dʒi/ y /ʃi/: farmacia /farmaˈtʃia/ , bugia /buˈdʒia/, sciare /ʃiˈare/.
- ⟨gl⟩ puede representar tanto el fonema simple /ʎ/ como el biconsonántico /ɡl/ glicine /ˈɡlitʃine/, esta pronunciación suele ser:

- - cuando está precedido por n, -ngl-: anglicano /anɡliˈkano/, etc.
    - al principio de la palabra con las únicas excepciones de /ʎi/ (artículo y pronombre) y derivados (gliene, lo glie, etc.), y la palabra gliomero  /ˈʎɔmmero/
    - en los derivados de las palabras glifo /ˈɡlifo/ (aglifo, calcoglifo, diglifo, jeroglifico, triglifo, etc.), negligere /neˈɡlidʒere/ (negligente, negligenza, etc.), glicemia /ɡlitʃeˈmia/ (ipoglicemia, ipoglicémico, trigliceridi).
    - en todas las voces del verbo siglare: sigli /ˈsiɡli/, siglino /ˈsiɡlino/, etc.

- ⟨gn⟩ puede representar tanto el fonema simple /ɲ/ como el biconsonántico /ɡn/ en algunas palabras de origen extranjero, wagneriano /vaɡneˈrjano/, e italiano gnosi /ˈɡnɔzi/, pero en esta última se considera una pronunciación afectada, esa normativa es /ˈɲɔzi/.
- ⟨sc⟩ normalmente representa solo el fonema /ʃ/, pero la dicción biconsonántica /stʃ/ también está popularmente extendida cuando la conexión es el compuesto de un prefijo, scervellarsi /stʃerverlˈlarsi/, scentrare /stʃenˈtrare/, en lugar de las más correctas /ʃerverlˈlarsi / y /ʃenˈtrare/.

### Ortografía del inglés
A diferencia de lo que ocurre con la ortografía generalmente usada en español moderno, la ortografía del inglés no está regulada por una institución, equiparable a la RAE, sino que es una ortografía de consenso. Por esa razón a veces existen diferencias menores entre el inglés británico y el inglés americano y de otros países (color ~  colour 'color', center ~ centre 'centro', etc.). Un principio interesante de la ortografía del inglés es que no usa un criterio puramente fonológico para sus palabras, razón por la cual a veces no existe una correspondencia predictible entre la forma escrita y hablada, esto se manifiesta por ejemplo en la variabilidad de pronunciaciones no enteramente predictibles que tiene, por ejemplo, el diptongo ea:
| Sonido     | Ortografía          | transcripción AFI                | Significado                      |
| ---------- | ------------------- | -------------------------------- | -------------------------------- |
| [e], [ɛ]   | head, health        | [hed]/[hɛd], [helθ]/[hɛlθ]       | 'cabeza', 'salud'                |
| [iː]       | heap, heat          | [hiːp], [hiːt]                   | 'montón', 'calor'                |
| [ɜː], [ɝ]  | heard, hearse       | [hɜːd]/[hɝd], [hɜːs]/[hɝs]       | 'oído' (de oír), 'coche fúnebre' |
| [ɑː], [ɑɹ] | heart, hearken      | [hɑːt]/[hɑɹt], [hɑːkən]/[hɑɹkən] | 'corazón', 'escuchar'            |
| [ɛə], [ɛɚ] | bear                | [bɛə]/[bɛɚ]                      | 'aguantar', 'soportar'; 'oso'    |
| [ɪə], [ɪɚ] | beard, hear         | [bɪəd]/[bɪɚd]; [hɪə]/[hɪɚ]       | 'barba', 'oír'                   |
| [eɪ]       | break, great, steak | [bɹeɪk], [gɹeɪt], [steɪk]        | 'romper', 'grandioso', 'bistec'  |
| [iˈeɪ]     | create              | [kɹiˈeɪt]                        | 'crear'                          |
Esta variabilidad de correspondencia entre la ortografía y la fonología de la lengua se debe a diversos accidentes históricos. En primer lugar, la ortografía del inglés se fijó aproximadamente hacia el siglo XV y desde entonces la lengua ha sufrido importantes cambios fonéticos, especialmente en las vocales, lo cual hace que la ortografía no sea una guía segura para la pronunciación moderna (y en parte la ortografía tiende a reflejar la pronunciación del inglés medio más que la del inglés moderno). Otro segundo factor es el conservadurismo usado en los neologismos con raíces en culturas grecorromanas, el inglés conserva/usa dígrafos como th, ch, kh, ph o vocales como y (mientras que en español o italiano se han adaptado fonéticamente a /t, k, p/ e /i/. Este conservadurismo también afecta a préstamos léxicos procedentes del francés, que son muy numerosos, para los cuales se mantiene la ortografía original aunque la pronunciación difiere notablemente de la pronunciación francesa.

### Ortografía del esperanto
En tanto que lengua artificial, la ortografía del esperanto propuesta por su creador trató de simplificar las dificultades de correspondencia entre sonido y grafía en las palabras de esta lengua. Así el esperanto tiene una ortografía guiada por criterios eminentemente fonológicos teniendo cada fonema una y solo una grafía posible.

## Ortografía técnica
Según Martínez de Sousa, la ortografía técnica comprende:
- La ortografía especializada: se ocupa de las reglas de escritura gráfica aplicadas a todo aquello que no son estrictamente letras, como los signos, los símbolos, el ordenamiento alfabético, etc.
- La ortografía tipográfica: La ortografía es el conjunto de usos y convenciones particulares con las que se rige la escritura por medio de elementos tipográficos en cada lengua. Se ocupa de la combinación de la ortografía y la tipografía y, en particular, de la forma en que la primera se aplica en las obras impresas. Martínez de Sousa define la ortotipografía como «el conjunto de reglas de estética y escritura tipográfica que se aplican a la presentación de los elementos gráficos como las bibliografías, cuadros, poesías, índices, notas de pie de página, citas, citas bibliográficas, obras teatrales, aplicación de los distintos estilos de letra (redonda, cursiva, versalitas, así como las combinaciones de unas y otras), etc.». Estas reglas, sin embargo, suelen ser parte de lo que se llama más propiamente estilo editorial, así como del diseño editorial, ya que pueden variar de una publicación a otra; la ortotipografía concreta su aplicación desde un punto de vista ortográfico y tipográfico.
- La ortografía publicitaria: es la aplicación de la ortografía y de la ortotipografía a la publicidad, en la que se usa la ortografía en publicidades de radio, prensa escrita y televisión.